# ネギま!?
『ネギま!?』（NEGIMA!?）は、赤松健の漫画『魔法先生ネギま!』を原作としたアニメーション作品のうち、OVAと第2期TVアニメのタイトルである。本項ではこのアニメからさらに派生した藤真拓哉の漫画作品『ネギま!?neo』についても記述する。

## OVA
2006年4月23日開催のイベント「ネギま!麻帆良学園中等部3-A 1学期始業式」内で、本作以前に放送されたアニメとは別のスタッフによるOVA『魔法先生ネギま!・OVA春』が限定公開された。
このOVAは5分に編集された上で、2006年8月17日発売のコミック15巻限定版の付録となった。また2006年10月25日に、このOVAの未編集版と「ネギま!!麻帆良学園中等部3-A 1学期始業式」やアフレコの模様を収録したDVD『ネギま!?春スペシャル!?』が発売された（古菲のネオ・パクティオーカード付属）。
なお、この作品で一部のキャラクターが着用していた服や水着のデザインが、のちに原作にも登場している。
2006年9月17日、『ネギま!?夏スペシャル!?』が春版と同じくイベントで限定公開。DVDが2006年11月22日に発売。
『劇場版 魔法先生ネギま! ANIME FINAL』公開に合わせ、BS11にて「ネギま!?春」が2011年7月8日に、「ネギま!?夏」が同年8月19日に放送された。

### 内容
「春版」
夜遅くに魔法の勉強をするネギに早く寝るよう注意する明日菜。しかし厄介者扱いした上に魔法で明日菜の服を吹き飛ばしてしまい明日菜の怒りを買ってしまう。必死に謝っても許してもらえず落ち込むネギを、励ますという理由で2人っきりで孤島へ行こうとしていたあやかだったが、計画が朝倉にバレてしまい結局クラス全員で行くことになってしまう。
大まかな内容は原作コミックス7巻の第60 - 62話が元になっている。
「夏版」
魔法の修行をする夕映とのどか。魔法がうまく使えないのどかは夕映に魔術書に書いてある「運命の赤い糸を出現させる魔法」を使えるようになるのが夢だと語る。試してみようと言う夕映に賛同したのどかはネギを思う。魔法は成功し見事ネギと赤い糸で結ばれるのどかだったが実は思った相手と糸で結ばれるという魔法であることが判明。しかし、この糸が鋏などで切れないため、しかたなく糸が消滅するまでおとなしくしているはずだったが、スパリゾートに誘われ、糸で繋がったまま赴くことになる。

### スタッフ（OVA）
- 企画 - 大月俊倫
- 総監督 - 新房昭之
- 監督 - 大沼心
- ストーリーエディター - 金巻兼一
- キャラクターデザイン - 大田和寛
- 音楽 - 羽岡佳
- 美術監督 - 加藤浩（春版） / 加藤恵（夏版）
- 音響監督 - 鶴岡陽太
- 制作 - 関東魔法協会
- アニメーション制作 - ガンジス、シャフト

### 主題歌（OVA）
CDは2006年夏のコミックマーケット70にて、「スタチャパック夏2006」の一つとして販売。後に「ネギま!?1000%BOX」に収録された。
「春版」
オープニングテーマ「夢☆みんなで!」
作詞 - 有森聡美 / 作曲・編曲 - 羽岡佳 / 歌 - 佐藤利奈、神田朱未
エンディングテーマ「おはよう!」
作詞 - 有森聡美 / 作曲・編曲 - 大川茂伸 / 歌 - 神田朱未

「夏版」
オープニングテーマ「らぶ☆センセイション」
作詞 - FLAT5th Rico / 作曲・編曲 - 横山マサル / 歌 - 佐藤利奈、神田朱未、野中藍
エンディングテーマ「マジカルハピネス」
作詞 - FLAT5th Rico / 作曲・編曲 - 横山マサル / 歌 - 能登麻美子

### 各巻リスト
| タイトル                | 脚本         | 絵コンテ | 演出     | 作画監督 | 総作画監督 |
| ----------------------- | ------------ | -------- | -------- | -------- | ---------- |
| ネギま!? 春スペシャル!? | 金巻兼一     | 大沼心   | 大沼心   | 大田和寛 | -          |
| ネギま!? 夏スペシャル!? | 高山カツヒコ | 実原登   | 三浦貴博 | 実原登   | 大田和寛   |

## 第2期『ネギま!?』
上記のOVAとほぼ同一のスタッフで、2006年10月4日から2007年3月28日まで、テレビアニメ『ネギま!?』が、テレビ東京系列で毎週水曜日17時30分（アニメ530枠前半）から放送された。BSジャパンでは2日遅れの金曜日18時00分からの放送。AT-Xでも放送されている。さらに、2011年4月3日からTOKYO MXで放送を開始した。また、2011年8月15日からニコニコ生放送にて放送されている。全26話。第1期同様、OP・ED主題歌の歌詞字幕は表示されていない。
第1作では最終話近くになって初めて台詞があったクラスメイトもいるが、今回は「できるだけ一言でも、キャラクターがセリフを言えるようにしたい」という監督の意向で、第1話では紹介を兼ねて全生徒の台詞があり、さらに13話以降ほぼ毎回全員に台詞が用意されている。
本作オリジナルキャラクターについては魔法先生ネギま!の登場人物を、コミカライズ作品である『ネギま!?neo』についてはネギま!?neoを参照。

### ネオ・パクティオーカード
『ネギま!?』のストーリーには、原作のパクティオーカードとは異質の新たなカード「ネオ・パクティオーカード」が重要な要素となる。これは生徒1人に3枚ずつ用意されており、それぞれ「アーマー」「コスプレ」「スカ」の属性を持つ。原作と違い、契約時、カードがパートナーの体内に取り込まれる描写がある。契約発動時には3枚の内のどれかがランダムで出現し、パートナーはそのカードの絵柄と同じ姿になって戦う。
CDやDVDの初回生産分や、コミックスの限定版、各種グッズなど、多くの『ネギま!?』関連商品にこのカードが付属した。このような商法は、過去には仮面ライダー龍騎の「アドベントカード」、仮面ライダー剣（ブレイド）の「ラウズカード」、近年では地獄少女の「地獄あわせ」などがあった。企画を発案したのはスターチャイルドの大月俊倫である。
全種類のカードが登場したのは放送終了から実に1年が経過した2008年4月のことであった。全種類をコンプリートした者には原作者・赤松健の個人的なはからいにより、全93枚のカードを全て送ることで希望の声優3名のサインを該当キャラのカードに入れてもらえることになった（応募自体は数時間で締め切られた）。

### スタッフ（2期）
- 監督 - 新房昭之
- チーフディレクター - 大沼心
- シリーズ構成 - 金巻兼一
- キャラクターデザイン - 大田和寛
- 総作画監督 - 大田和寛、実原登、枡田邦彰（第25話）
- プロダクションデザイン - 武内宣之、亀谷響子、あぼしまこ
- 美術監督 - 加藤恵
- カラーディレクター - 日比野仁
- カラーデザイン - 滝沢いづみ
- 撮影監督 - 江藤慎一郎
- 編集 - 関一彦
- 音楽 - 羽岡佳
- 音響監督 - 鶴岡陽太
- ナレーション - 麦人
- プロデューサー - 東不可止（テレビ東京）、中西豪、池田慎一
- アニメーションプロデューサー - 久保田光俊
- アニメーション制作 - ガンジス、シャフト
- 製作 - テレビ東京、読売広告社、シャフト

### 主題歌（2期）
本作のオープニングテーマ「1000%SPARKING!」と、エンディングテーマ「A-LY-YA!」は歌い手が不定期的に入れ代わっている。作者曰く「ヘビーローテーション」とのこと。以下に話数と歌い手を示す。なお、DVD版では一部歌い手・歌詞・映像が差し替えられている回がある。

#### オープニングテーマ
第1、26話では未使用。第1話にはインストゥルメンタル曲が使用された（サウンドトラックCDに収録されている）。
「1000%SPARKING!」（第2話 - 第12話・第15話 - 第26話）
作詞 - こだまさおり、佐藤こづえ / 作曲・編曲 - 大久保薫
歌 - （下記参照）
第2 - 4、8 - 12、15話：佐藤利奈・神田朱未・野中藍・小林ゆう（2番※）
第5 - 7、16話：Hazuki・皆川純子・堀江由衣（2番※）
第17、25話：佐藤利奈・神田朱未・野中藍・小林ゆう（1番）
第18話：Hazuki・皆川純子・堀江由衣（1番）
第19話：渡辺明乃・門脇舞以・松岡由貴（1 - 2番）
第20話：石毛佐和・桑谷夏子・能登麻美子（1番）
第21話：白石涼子・こやまきみこ・狩野茉莉（1番）
第22話：木村まどか・山川琴美・浅倉杏美・板東愛（1番）
第23話：佐藤利奈・沢城みゆき・斎藤千和（2番※）
第24話：佐藤利奈・沢城みゆき・斎藤千和（1番）
- 2番が使用されている回でもサビは1番の歌詞となっている。
- 第19話では最後のサビの繰り返し部分を抜いたロングバージョンが流された。
- 第26話（最終回）ではエンディングとして使用された（ただし、DVD版はネギ・明日菜・木乃香・刹那バージョンの1番を収録している）。
- オープニングアニメーションは、初期バージョンはセピア調のモノトーンだが、後半の回ではキャラクター毎に色分けされるようになった。絵自体も回によっては若干の変更がある。また、第19話では、1番はキャラクターが話の内容に合わせて"スカカードのキャラ"に変更されたバージョンになっていた。2番はノーマル（フルカラー・カット割り変更）バージョンだった。第26話のエンディングでは各生徒のNo.無しのバージョンだった。

「永遠のときを越えて」（第13話・第14話）
作詞・作曲 - YORI / 編曲 - 河合英嗣 / 歌 - 皆川純子
- オープニングのアニメーションには、チュパカブラに変えられたネギとスカカードの動物になった生徒たちが登場している。
- 「永遠のときを越えて」の女性バックコーラスは、「チュパカブラ〜♪」と聴こえるように歌っている。

#### エンディングテーマ
第1話では未使用。本編内でスタッフを表示した。
「星空レター」（第2話・第3話）
作詞 - うらん / 作曲・編曲 - 菊谷知樹 / 歌 - 神田朱未
「A-LY-YA!」（第4話 - 第24話）
作詞 - こだまさおり / 作曲・編曲 - 菊谷知樹
歌 - （下記参照）
第4 - 6、10、12 - 15話：佐藤利奈・神田朱未・野中藍・小林ゆう
第7話：Hazuki・皆川純子・堀江由衣
第8、11、21話：石毛佐和・桑谷夏子・能登麻美子
第9話：白石涼子・こやまきみこ・狩野茉莉
第16話：木村まどか・山川琴美・浅倉杏美・板東愛
第17話：伊藤静・出口茉美・大前茜
第18話：渡辺明乃・門脇舞以・松岡由貴
第19、22話：佐久間未帆・小林美佐・志村由美・相沢舞・猪口有佳
第20、23話：白鳥由里・笹川亜矢奈・高本めぐみ・井ノ上ナオミ
第24話：麻帆良学園中等部3-A+ネギ・スプリングフィールド
- 第5話以降、モツが毎週最後にランダムでジャンケン（地上波・BSジャパン共通）を出している。

「らぶ☆センセイション」（第25話）
作詞 - FLAT5th Rico / 作曲・編曲 - 横山マサル / 歌 - 佐藤利奈、神田朱未、野中藍
「1000%SPARKING!」（第26話）
歌 - 麻帆良学園中等部3-A+ネギ・スプリングフィールド（1番）

#### 挿入歌
「ハッピー☆マテリアル」（第14話）
作詞 - うらん / 作曲 - 大川茂伸 / 編曲 - 大久保薫 / 歌 - 麻帆良学園中等部2-A（相坂さよ・明石裕奈・朝倉和美・綾瀬夕映・和泉亜子・大河内アキラ）

### 各話リスト
サブタイトルは、日本語で「セリフ by キャラクター名」という形式になっている。また、そのキャラクターを演じる声優がサブタイトル画面の文字と提供紹介のバックイラストを担当している他、回によっては「by○○」とのみ読んだり、あるいはサブタイトルをすべて読む回もある（次回予告のときには無かったサブタイトルが本編の途中で出てくる場合もあるが、スターチャイルドやテレビ東京の公式サイトではこの部分はサブタイトルに含まれていない。、を参照）。なお、1話 - 3話・24話・25話の次回予告（2話 - 4話・25話・26話のサブタイトル）は文字のみで、音声もアニメーションも付いていない。
※太字部分は次回予告のときには無かったもの。
| 話数 | サブタイトル | 脚本                  | 絵コンテ        | 演出                      | 作画監督                                                         | 題字                         | 提供イラスト | 放送日         |
| ---- | --- | --------------------- | --------------- | ------------------------- | ---------------------------------------------------------------- | ---------------------------- | ------------ | -------------- |
| 1    | 「え〜っ、いきなり31人って言われても!」byネギ | 金巻兼一              | 大沼心          | 大沼心                    | 伊藤良明 杉山延寛                                                | 佐藤利奈                     | 佐藤利奈     | 2006年 10月4日 |
| 2    | 「うっそ、仮契約ってそんなのことすんの!?」by明日菜 | 金巻兼一              | 福田道生        | 宮本幸裕                  | 杉山延寛                                                         | 神田朱未                     | 神田朱未     | 10月11日       |
| 3    | 「ほー、仮契約カードはそうやって使うのか」byエヴァ | 金巻兼一              | 福田道生        | タムラコータロー          | 大田和寛                                                         | 松岡由貴                     | 松岡由貴     | 10月18日       |
| 4    | 「先生……私、初めてなんです……」byのどか | 高山カツヒコ          | 上坪亮樹        | 上坪亮樹                  | 橋本英樹                                                         | 能登麻美子                   | 能登麻美子   | 10月25日       |
| 5    | 「東京は敷金礼金高いなぁ、ゆーて仮契約ってそういう意味ちがうん?」by木乃香 | 高山カツヒコ          | 尾石達也        | 尾石達也                  | 守岡英行                                                         | 野中藍                       | 野中藍       | 11月1日        |
| 6    | 「すみません……おでこかほっぺで許してもらえないでしょうか?」by刹那 | 高山カツヒコ          | 斉藤良成        | 斉藤良成                  | 村山公輔 斉藤良成                                                | 小林ゆう                     | 小林ゆう     | 11月8日        |
| 7    | 「あの、見えなくていいこともあると思うんですけど、 見えた方がいいことっていうのもあると思うんです」byさよ | 金巻兼一              | 角田一樹        | 宮本幸裕                  | 実原登 清水慶太                                                  | 白鳥由里                     | 白鳥由里     | 11月15日       |
| 8    | 「先生、私たちをオトナにしてください♥」by風香・史伽 | 高山カツヒコ          | 福田道生        | タムラコータロー          | 茂木琢次 松下清志                                                | こやまきみこ                 | 狩野茉莉     | 11月22日       |
| 9    | 「キャンプだそうです」by モツ「なんで?」by シチミ 「“心”を“刃”で隠して“忍”と読む。 “本気”と書いて“マジ”と読むのとはチョット違うでござる」by楓                                                                   | 高山カツヒコ 金巻兼一 | 田所修          | 上坪亮樹                  | 藤原りえ 古瀬真弓                                                | 斎藤千和 沢城みゆき 白石涼子 | 白石涼子     | 11月29日       |
| 10   | 「私に隠れてネギ先生と?そんなこと絶対に認めませんわ!」byあやか | 金巻兼一              | 山崎たかし      | 宮本幸裕                  | 杉山延寛 亀谷響子 潮月一也                                       | 皆川純子                     | 皆川純子     | 12月6日        |
| 11   | 「へ〜、男爵ってバラの種類だったんだ。おイモかと思ってたよ」byハルナ | 金巻兼一              | 山崎たかし      | 藤本ジ朗                  | 実原登 山内尚樹                                                  | 石毛佐和                     | 石毛佐和     | 12月13日       |
| 12   | 「まあ、いろいろと理屈をこねたところで、 とどのつまりは気持ちひとつなわけですが」by夕映 | 金巻兼一              | 上坪亮樹        | 飯村正之                  | 亀谷響子 村山公輔 杉本光司                                       | 桑谷夏子                     | 桑谷夏子     | 12月20日       |
| 13   | 「敵かどうかと言うことよりもマスターの邪魔かどうかが問題なのです」by茶々丸 「そりゃ私って明るさくらいしか取り柄はないけど、 そこまで言わなくったってさ…（涙）」by まき絵 「不死鳥は炎を浴びて蘇るアル!」by 古菲 | 金巻兼一              | 福田道生        | 斉藤良成                  | 斉藤良成 山村洋貴 田中穣 村山公輔                                | 渡辺明乃 堀江由衣 Hazuki     | 渡辺明乃     | 12月27日       |
| 14   | 「科学理論も、魔法相手じゃあってないようなものです、はっきり言って」by葉加瀬 | 金巻兼一              | 福田道生        | 大沼心                    | 杉山延寛                                                         | 門脇舞                       | 門脇舞       | 2007年 1月4日  |
| 15   | 「予期せぬ展開でクラスに動揺が広がってるな」by真名 「それって、どーよー?」byザジ 「15点」by真名 | 金巻兼一              | 草川啓造        | タムラコータロー          | 実原登 清水慶太                                                  | 佐久間未帆 猪口有佳          | 猪口有佳     | 1月10日        |
| 16   | 「昨日の敵は今日の友」by美砂 「喧嘩するほど仲がいい」by円 「いやよいやよも好きのうち!」by桜子 | 金巻兼一              | 岩崎良明        | 飯村正之                  | 木下ゆうき 峰岸桃子                                              | 伊藤静 出口茉美 大前茜       | 大前茜       | 1月17日        |
| 17   | 「夏美、家族はやっぱり絆のホームラン王ね」by千鶴 「全然わかんないよ、ちづ姉（涙）」by夏美 | 金巻兼一              | 福田道生        | 宮本幸裕                  | 亀谷響子 村山公輔 山村洋貴                                       | 小林美佐 相沢舞              | 相沢舞       | 1月24日        |
| 18   | 「秘密だっつーと喜んでバラしたがるやつがいるし!」by千雨 「ちうちうも怒っちゃうぞ〜♪ ぷんぷ〜ん♪」byちう | 金巻兼一              | 草川啓造        | 藤本ジ朗                  | 実原登                                                           | 志村由美                     | 志村由美     | 1月31日        |
| 19   | 「童心に返って遊ぶっていいよねー。童心に返んなくても遊ぶけどねー」by和美 | 高山カツヒコ          | 大沼心 龍輪直征 | 大沼心                    | 山村洋貴 龍輪直征                                                | 笹川亜矢奈                   | 笹川亜矢奈   | 2月7日         |
| 20   | 「大きいと大味だって言うけど、実はそうでもないんだよ」by五月 | 金巻兼一              | 音間聞          | タムラコータロー          | 音間聞 西田美弥子 宮西多麻子                                     | 井ノ上ナオミ                 | 井ノ上ナオミ | 2月14日        |
| 21   | 「漢はだまってラーメンたかみち」by高畑 「何だそりゃ!?」byカモ | 高山カツヒコ          | 福田道生        | 宮本幸裕                  | 清水慶太                                                         | 井上倫宏 矢部雅史            | 矢部雅史     | 2月21日        |
| 22   | 「あいや、何やら妙なコト起こり始めたネ! コレ、きっと世界の終わりヨ!」by鈴音 | 金巻兼一              | 福田道生        | 徳本善信                  | 佐藤修 都竹隆治 重松しんいち 野道佳代 北村友幸 氏家嘉宏 渡部穏寛 | 高本めぐみ                   | 高本めぐみ   | 2月28日        |
| 23   | 「ちょっとそれはないよ、ネギく〜ん!」by裕奈 「そやで、うちらパートナーやんか!」by亜子 | 金巻兼一              | 鎌田祐輔        | タムラコータロー 宮本幸裕 | 亀谷響子 山村洋貴 佐野恵一 音間聞 西田美弥子                     | 木村まどか 山川琴美          | 山川琴美     | 3月7日         |
| 24   | 「ネギ先生、どうやらクライマックスです」byアキラ 「みんなで一緒に帰ろうね、ネギくん!」by美空 | 金巻兼一              | 奥村よしあき    | 藤本ジ朗                  | 実原登                                                           | 浅倉杏美 板東愛              | 板東愛       | 3月14日        |
| 25   | 「これにて、一件落着!?」by語りべ 「仲良きことは美しき哉」by 学園長 | 高山カツヒコ          | 福田道生        | 後信治                    | 山本篤史 立田眞一 枡田邦彰                                       | 麦人                         | 麦人         | 3月21日        |
| 26   | 「寂しいなんて言いません! だって、きっとまた会えると信じてますから!」byネギ 「フン、やってられるか」by エヴァ 「よ〜し がんばるぞ〜」by あすな（スカ）                                                          | 金巻兼一              | 福田道生 大沼心 | 大沼心                    | 実原登 大田和寛                                                  | 佐藤利奈                     | 佐藤利奈     | 3月28日        |

#### Cパート
予告後のCパートでは『まほら戦隊バカレンジャー』というショートコントが何度か放送された。原作の「バカレンジャー」を大きく発展させたもので、スーパー戦隊シリーズのような衣装が用意されており、デザイン、それぞれの名乗りのポーズ、ロゴなどに様々な特撮作品のパロディが散見される。
| 話数 | Cパートサブタイトル                       |
| ---- | ----------------------------------------- |
| 1    | 「まほら戦隊バカレンジャー」              |
| 2    | 「まほら戦隊バカレンジャー」              |
| 3    | 「まほら戦隊バカレンジャー」              |
| 4    | 「飛び出せ! チュパ研」第1話               |
| 5    | 「飛び出せ! チュパ研」第2話               |
| 6    | 「飛び出せ! チュパ研」第3話               |
| 7    | 「帰ってきたバカレンジャー」              |
| 8    | 「超の野望 其の壱」                       |
| 9    | 「超の野望 全・国・版」                   |
| 10   | 「まほら戦隊∀バカレンジャー」             |
| 11   | 「嗚呼、我が青春の山本」第1話             |
| 12   | 「嗚呼、我が青春の山本」第2話             |
| 13   | 「嗚呼、我が青春の山本」第3話             |
| 14   | 「バカレンジャー外伝 ゆけゆけバカピンク」 |
| 15   | 「おねがいティールーム」                  |
| 16   | 「おねがいティールーム」                  |
| 17   | 「おねがいティールーム」                  |
| 18   | 「ハルナの絵描き歌」                      |
| 19   | 第19話本編の番外編                        |
| 20   | 「さよスパーク」                          |
| 21   | 第21話本編の番外編                        |
| 22   | 「From THE INTERVIEWS ROOM」              |
| 23   | 「よみがえった! バカレンジャー」          |
| 24   | 「改造人間ダヨ! バカレンジャー」          |
| 25   | 第25話本編の番外編                        |
| 26   | エピローグ                                |

## DVD
- OVA『ネギま!?春スペシャル』（2006年10月25日発売）
  - Disc-1
    - 2006年4月23日開催のイベント「ネギま!! 麻帆良学園中等部3-A 1学期始業式」内で公開されたOVA

  - Disc-2
    - 「ネギま!! 麻帆良学園中等部3-A 1学期始業式」と「アフレコ」の様子
- OVA『ネギま!?夏スペシャル』（2006年11月22日発売）
  - Disc-1
    - 2006年9月17日開催のイベント「ネギま!! 麻帆良学園中等部3-A 2学期始業式」内で公開されたOVA

  - Disc-2
    - 「ネギま!! 麻帆良学園中等部3-A 2学期始業式」と「アフレコ」の様子
- 『ネギま!?』（第2期TV版シリーズ）
  - 2007年1月31日より毎月各1巻発売（全9巻）。ただし3巻 - は1か月延期。
  - 1巻 - 8巻は各3話、9巻は2話収録。
  - 各初回盤にはネオ・パクティオーカードが付属する（SP版のみ）。
  - 2枚組構成。Disc-1は本編。Disc-2には「ヒミツの特別授業!?〜いきなり補習!?ツンでれの教室〜」の特典映像が収録されている（SP版のみ）。

## 声の出演
- ネギ・スプリングフィールド - 佐藤利奈
- 3年A組
  1. 相坂さよ（あいさか さよ） - 白鳥由里[6]
  2. 明石裕奈（あかし ゆうな） - 木村まどか[6]
  3. 朝倉和美（あさくら かずみ） - 笹川亜矢奈[6]
  4. 綾瀬夕映（あやせ ゆえ） - 桑谷夏子[6]
  5. 和泉亜子（いずみ あこ） - 山川琴美[6]
  6. 大河内アキラ（おおこうち アキラ） - 浅倉杏美[6]
  7. 柿崎美砂（かきざき みさ） - 伊藤静[6]
  8. 神楽坂明日菜（かぐらざか あすな） - 神田朱未[6]
  9. 春日美空（かすが みそら） - 板東愛[6]
  10. 絡繰茶々丸（からくり ちゃちゃまる） - 渡辺明乃[6]
  11. 釘宮円（くぎみや まどか） - 出口茉美[6]
  12. 古菲（クー フェイ） - Hazuki[6]
  13. 近衛木乃香（このえ このか） - 野中藍[6]
  14. 早乙女ハルナ（さおとめ ハルナ） - 石毛佐和[6]
  15. 桜咲刹那（さくらざき せつな） - 小林ゆう[6]
  16. 佐々木まき絵（ささき まきえ） - 堀江由衣[6]
  17. 椎名桜子（しいな さくらこ） - 大前茜[6]
  18. 龍宮真名（たつみや まな） - 佐久間未帆[6]
  19. 超鈴音（チャオ リンシェン） - 高本めぐみ[6]
  20. 長瀬楓（ながせ かえで） - 白石涼子[6]
  21. 那波千鶴（なば ちづる） - 小林美佐[6]
  22. 鳴滝風香（なるたき ふうか） - こやまきみこ[6]
  23. 鳴滝史伽（なるたき ふみか） - 狩野茉莉[6]
  24. 葉加瀬聡美（はかせ さとみ） - 門脇舞以[6]
  25. 長谷川千雨（はせがわ ちさめ） - 志村由美[6]
  26. エヴァンジェリン・A・K・マクダウェル - 松岡由貴[6]
  27. 宮崎のどか（みやざき のどか） - 能登麻美子[6]
  28. 村上夏美（むらかみ なつみ） - 相沢舞[6]
  29. 雪広あやか（ゆきひろ あやか） - 皆川純子[6]
  30. 四葉五月（よつば さつき） - 井ノ上ナオミ[6]
  31. ザジ・レイニーデイ - 猪口有佳[6]
- アーニャ、モツ - 斎藤千和
- ネカネ・スプリングフィールド / 黒薔薇男爵、シチミ、ナギ・スプリングフィールド - 沢城みゆき
- カモミール・アルベール - 矢部雅史
- 高畑・T・タカミチ（たかはた・T・タカミチ） - 井上倫宏
- ナレーション - 麦人

## ネギま!?neo
テレビアニメ（第2期）と同じ月に、「コミックボンボン」誌上で藤真拓哉の作画による『ネギま!?neo』が連載された。増刊号として創刊された「アブラカダブラ」にエピソード0を載せている。
「コミックボンボン」休刊に伴い2007年11月号で一旦連載を終了し、掲載誌を「マガジンSPECIAL」（マガスペ）に移して2008年No.2（1月20日発売）から2009年No.9（8月20日発売）まで連載された。
本節では、「週刊少年マガジン」連載のものを「原作」として表記する。

### 単行本
1 - 3巻は講談社コミックスボンボン。4巻以降は少年マガジンKC
通常版と限定版では表紙のキャラクターの服装が異なる。通常版では制服などを着ているのに対し、限定版ではカッコ内の服装になっている。
1. 2007年2月16日 ISBN 978-4-06-332069-5
2. 2007年7月17日 ISBN 978-4-06-332087-9 限定版 ISBN 978-4-06-362084-9（水着）
3. 2007年11月16日 ISBN 978-4-06-375106-2 限定版 ISBN 978-4-06-362095-5（体操服）
4. 2008年7月17日 ISBN 978-4-06-384017-9 限定版 ISBN 978-4-06-362120-4（浴衣）
5. 2008年12月17日 ISBN 978-4-06-384080-3 限定版 ISBN 978-4-06-362126-6（シンデレラの衣装）
6. 2009年4月17日 ISBN 978-4-06-384125-1
7. 2009年10月16日 ISBN 978-4-06-384195-4 限定版 ISBN 978-4-06-362151-8（ウェディング衣装）